# Palaeopsylla kappa
Palaeopsylla kappa är en loppart som beskrevs av Jameson et Hsieh 1969. Palaeopsylla kappa ingår i släktet Palaeopsylla och familjen mullvadsloppor. Inga underarter finns listade i Catalogue of Life.